# Lanthanocephalus clandestinus
Lanthanocephalus clandestinus is een zachte koraalsoort uit de familie Alcyoniidae. De koraalsoort komt uit het geslacht Lanthanocephalus. Lanthanocephalus clandestinus werd in 2000 voor het eerst wetenschappelijk beschreven door Williams & Starmer. 